# Caloptilia sichuanensis
Caloptilia sichuanensis là một loài bướm đêm thuộc họ Gracillariidae. Nó được tìm thấy ở Trung Quốc (Tứ Xuyên).